# Galla Placidia

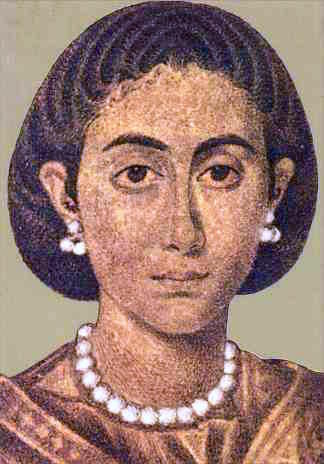
Galla Placidia

Aelia Galla Placidia (390-392 között – 450. november 27.) I. Theodosius római császár lánya, Honorius császár húga, Athaulf gót király felesége, majd ennek halála után Constantinus patrícius (későbbi nyugat-római császár) felesége és III. Valentinianus gyámja. Igen szép és művelt nő volt.

## Házasságai
Első házassága a korabeli történetírók szerint érzelmeken alapuló házasság volt Ataulffal. Orosius részletesen leírta az esküvőt: Athaulf római ruhát öltött, Galla Placidia a főhelynek számító császári ágyon ült és ötven fiatal rabszolga hordta elé a nászajándékokat: ötven aranytálat, amik a Róma kifosztásából származó arannyal és drágakövekkel voltak tele. Mindeközben az Alarich által választott, majd trónjától megfosztott volt ellencsászár, Priscus Attalus nászdalokat énekelt.
Az akkori római császárok nem ellenezték a császári ház és a barbárok közötti házassági kapcsolatot, feltéve, ha a barbár előkelő ranggal és megfelelő kultúrával rendelkezett. Azonban Athaulf és Galla Placidia esküvője a császár engedélye nélkül ment végbe. Galla Placidiát egy patrícius, Constantinus szerette volna feleségül venni. Amikor tudomására jutott a házasság híre, elérte, hogy a császár és a gót király szakítson egymással. 

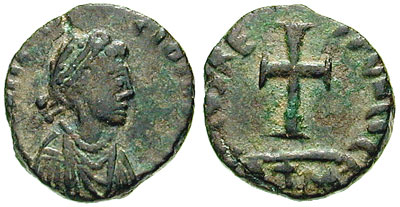
III. Valentinianus által veretett pénzérme Galla Placidia képmásával. Az érme hátoldalán lévő kereszt Galla Placidia keresztény hitét jelzi.

A házasságból egy fiú született, aki hamarosan meghalt. Athaulfot még abban az évben meggyilkolták, és utódja, Sigerich bebörtönözte Galla Placidiát. Sigerich rövid uralkodása után Wallia került a trónra, és Galla Placidia alku tárgya lett gótok és Róma között. Honorius császár 600 000 modius gabonát adott át érte váltságdíjként, Wallia pedig feladatául kapta, hogy tisztítsa meg Hispániát a vandáloktól és svévektől, ellenszolgáltatásként pedig elismerték Aquitánia urának.
Rómában házasságot kötött azzal a Constantinus patríciussal, aki már korábban is feleségül akarta venni, és aki társcsászár lett Honorius mellett. 421-ben Galla Placidia újra özvegy lett és két évvel később Honorius is meghalt.

## Gyámként

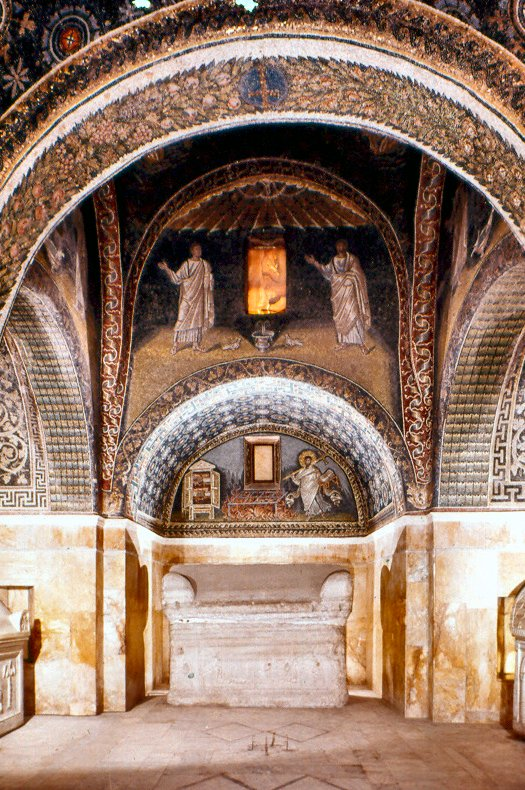
Galla Placidia síremléke Ravennában

Honorius utóda, II. Theodosius Konstantinápolyban uralkodott. A csak vallási kérdések után érdeklődő fiatalember helyett nővére, Pulcheria császárné kormányzott. Theodosius az akkor szintén Konstantinápolyban tartózkodó Galla Placidiát Ravennába küldte, hogy kiskorú fia, III. Valentinianus gyámjaként kormányozza a Nyugatrómai Birodalmat. Galla Placidia így 25 éven át tényleges uralkodója volt a birodalom megmaradt részének. 450-ben halt meg Rómában.

## Síremléke
Ravennai síremléke egy kereszt alakú alaprajz szerint épült kápolna a boltívesre épített sír fölött. A hajó és a kereszt metszőpontjaiban van a kupola, melynek kék és zöld boltozata arany csillagokkal van tele. A kupola mozaikja a Jó PÁsztort ábrázolja, kiváló arányokkal és színekkel. Az épület formája és díszítése bizánci mintára készült.